# Octuor de Vienne
L'Octuor de Vienne (Wiener Oktett en allemand) est un octuor autrichien de musique classique fondé en 1947.

## Historique
L'Octuor de Vienne (également connu internationalement sous les appellations allemande de Wiener Oktett et anglaise de Vienna Octet) est un ensemble instrumental de musique de chambre fondé à Vienne en 1947 par Willi et Alfred Boskovsky. 
Constitué à l'origine de membres de l'Orchestre philharmonique de Vienne, son effectif correspond à celui de l'Octuor de Schubert (et englobe le Septuor de Beethoven) : deux violons, un alto, un violoncelle, une contrebasse, une clarinette, un basson et un cor. 
À partir de la formation d'octuor, le répertoire de l'ensemble s'est enrichi d’œuvres de musique de chambre à géométrie variable, de Mozart à Hindemith en passant par Britten ou Wellesz, dont l'Octuor en particulier est créé en 1949 par le Wiener Oktett. 
L'Octuor de Vienne fonctionne jusqu'au début des années 1970. En 1973, est constitué un Nouvel Octuor de Vienne, sous le nom de Wiener Kammervirtuosen initialement avant d'adopter à la dissolution du premier Octuor de Vienne le nom de Nouvel Octuor de Vienne. À l'instar de son prédécesseur, ce dernier est également composé de membres de l'Orchestre philharmonique de Vienne, notamment des musiciens du Wiener Streichquartett, du clarinettiste Peter Schmidl et du bassoniste Stepan Turnovsky. 

## Membres
Parmi les membres de l'Octuor de Vienne ont figuré :
- 1er violon : Willi Boskovsky
- 2e violon : Philipp Mattheis, Wilhelm Hübner
- alto : Günther Breitenbach
- violoncelle : Nikolaus Hübner
- contrebasse : Johann Krump
- clarinette : Alfred Boskovsky
- cor : Josef Veleba (de), Kurt Hanke
- basson : Rudolf Hanzl